# Raad-2
Raad-2 (persisch رعد, deutsch Donner) ist eine Selbstfahrlafette aus iranischer Produktion.

## Beschreibung
Im September 1997 wurde bekannt, dass der Iran eine Selbstfahrlafette aus eigener Produktion  mit der Bezeichnung Raad-2 erfolgreich getestet hatte. Das Erscheinungsbild lässt eine frappierende Ähnlichkeit zur US-amerikanischen 155-mm-Panzerhaubitze des Typs M109A2 erkennen. Diversen Quellen zufolge wurden vor der Islamischen Revolution im Jahr 1979 440 Fahrzeuge des Typs von den USA in den Iran geliefert. Laut der staatlichen Militärindustrie Organisation habe die Raad-2 eine hohe Feuerrate, gute Geländefahreigenschaften und eine sehr gute Treffergenauigkeit. Zudem verfüge der Panzer über eine Feuerrate von fünf Projektilen pro Minute und erreiche 70 km/h. Die Besatzung besteht aus fünf Mann, dem Kommandanten, dem Richtschützen, dem Fahrer und zwei Kanonieren. Die Panzerung des Raad-2 besteht aus gewalztem Panzerstahl, dessen maximale Dicke 20 mm beträgt. Diese Panzerung bietet den Insassen Schutz vor Schrapnellsplittern und Projektilen bis zum Kaliber 7,62 mm. Die Raad-2-Selbstfahrlafette ist laut Herstellerangaben mit einem ABC-Schutzsystem, Nachtsicht- und GPS-System sowie mit einer Zieloptik für direktes Schießen ausgestattet.

## Varianten
- Raad-2: Motorisiert mit einem russischen V12-Dieselmotor des Typs V-84MS, der eine Leistung von 840 PS erbringt und auch im Kampfpanzer T-72 verwendet wird.[4]
- Raad-2M: Motorisiert mit einem Fünfzylinder-Dieselmotor des Typs 5TDF aus ukrainischer Produktion, der eine Leistung von 700 PS erbringt.[5]

## Technische Daten des Geschützes
→Quelle
- Kaliber: 155 mm
- Munitionsvorrat: 30 Projektile
- Maximale Feuerreichweite:
  - Für M107-HE-Munition: 18.100 m
  - Für Base-bleed-HE: 24.000 m
- Kadenz: 5 Projektile pro Minute
- Höhenrichtbereich: −3° bis +75°
- Seitenrichtbereich: 360°